# Полушин, Яков Ильич
Я́ков Ильи́ч Полу́шин (4 марта 1906, Кремленки, Уржумский уезд, Вятская губерния, Российская империя — 8 января 1954, Кремленки, Марийская АССР, РСФСР, СССР) — советский государственный и хозяйственный деятель.  Бригадир тракторной бригады № 15 Пектубаевской МТС Новоторъяльского района Марийской АССР (1936—1954). Депутат Верховного Совета СССР II созыва (1946—1950). Кавалер ордена Ленина (1946). Член ВКП(б) с 1946 года.

## Биография
Родился 4 марта 1906 года в д. Кремленки ныне Новоторъяльского района Марийской АССР в крестьянской семье.
В 1936—1954 годах — бригадир тракторной бригады № 15 Пектубаевской МТС Новоторъяльского района Марийской АССР. В 1942 году его бригада завоевала призовое место во Всесоюзном соревновании комсомольско-молодёжных тракторных бригад страны. Бригада выработала 1576 га вместо 967 га по плану, сэкономив 4104 кг горючего! В 1944 году бригада  выполнила годовой план тракторных работ на 340%, сделав 3160 га на 3 тракторах, т. е. на каждый трактор по 1053 га, что в 4,5 раза больше установленного плана, а бригадой сэкономлено более 6000 кг горючего!  15 мая 1946 года газета «Марийская правда» сообщала: «Комсомольско-молодёжная тракторная бригада депутата Верховного Совета СССР Я. И. Полушина 13 мая с. г. выполнила план весенне-полевых работ в переводе на мягкую пахоту на 102 % и сэкономила 1200 кг горючего. При плане 490 га. Сделано — 500. Ежедневная выработка на каждый 15-сильный трактор составила 10,4 га мягкой пахоты при норме 9 га». Это позволило бригаде Я. И. Полушина обслужить не 9 маршрутных колхозов, а 12 и сезонный план тракторных работ 1946 года выполнить на 286 %, выработав на каждый 15-сильный трактор 1100 га при хорошем качестве обработки почвы!
В 1946—1950 годах избирался депутатом Верховного Совета СССР II созыва.
Награждён орденом Ленина, медалями и дважды – Почётной грамотой Президиума Верховного Совета Марийской АССР.
Ушёл из жизни 8 января 1954 года в д. Кремленки Новоторъяльского района Марийской АССР. Похоронен на родине.

## Трудовые награды
- Орден Ленина (1946)[2][3]
- Знак «Отличник социалистического сельского хозяйства» (23.11.1942)[5]
- Почётная грамота Президиума Верховного Совета Марийской АССР (26.02.1943)[2][3] — за выдающиеся успехи в области сельского хозяйства, за хорошее руководство посевными и уборочными работами, за досрочное выполнение обязательных поставок сельскохозяйственных продуктов государству и самоотверженный стахановский труд на сельскохозяйственных работах в дни Отечественной войны[5]

## Память
В 1946 году ему посвятили свою поэму марийские поэты М. Казаков, А. Бик и В. Чалай.